# تپه میر آغوش
تپه میر آغوش مربوط به عصر مس و سنگ - سده‌های اولیه و متأخر دوران‌های تاریخی پس از اسلام است و در شهرستان بروجرد، بخش مرکزی، دهستان شیروان، ۲ کیلومتری شمال شرق بصری واقع شده و این اثر در تاریخ ۲۸ اسفند ۱۳۸۵ با شمارهٔ ثبت ۱۸۳۷۶ به‌عنوان یکی از آثار ملی ایران به ثبت رسیده است.